# Gresham (Wisconsin)
Pour les articles homonymes, voir Gresham.
Gresham est un village du comté de Shawano, dans l'État du Wisconsin, aux États-Unis. En 2020, il comptait une population de 530 habitants.